# 1958 na televisão
Nesta página encontram-se os fatos, estreias e términos sobre televisão que aconteceram durante o ano de 1958.

## Programas

### Fevereiro
- 3 de fevereiro — Estreia Éramos Seis na TV Record.

### Abril
- 24 de abril — Termina Éramos Seis na TV Record.
- 29 de abril — Estreia Cidade Perdida na TV Record.

### Junho
- 26 de junho — Termina Cidade Perdida na TV Record.

### Julho
- 8 de julho — Estreia Pollyana Moça na Rede Tupi.

### Dezembro
- 16 de dezembro — Termina Pollyana Moça na Rede Tupi.

## Nascimentos
| Data            | Nome               | Profissão                              | Nacionalidade  | Observações | Ref   |
| --------------- | ------------------ | -------------------------------------- | -------------- | ----------- | ----- |
| 3 de janeiro    | Bia Montez         | atriz e teatróloga                     | Brasil         |             |       |
| 6 de janeiro    | Cássia Kiss        | atriz                                  | Brasil         |             |       |
| 17 de janeiro   | Débora Olivieri    | atriz                                  | Brasil         |             |       |
| 20 de janeiro   | Mônica Torres      | atriz                                  | Brasil         |             |       |
| 28 de janeiro   | Maitê Proença      | atriz                                  | Brasil         |             |       |
| 9 de fevereiro  | Thaís de Andrade   | atriz                                  | Brasil         | m. 1996     | [ 1 ] |
| 10 de fevereiro | Cláudia Magno      | atriz                                  | Brasil         | m. 1994     | [ 2 ] |
| 16 de fevereiro | Lisa Loring        | atriz                                  | Estados Unidos | m. 2023     | [ 3 ] |
| 24 de fevereiro | Silvia Pfeifer     | atriz                                  | Brasil         |             |       |
| 20 de março     | Edson Celulari     | ator                                   | Brasil         |             |       |
| 29 de março     | Pedro Bial         | jornalista e apresentador de televisão | Brasil         |             |       |
| 29 de abril     | Michelle Pfeiffer  | atriz                                  | Estados Unidos |             |       |
| 29 de maio      | Juliano Mer-Khamis | ator, cineasta e ativista político     | Israel         | m. 2011     | [ 4 ] |
| 8 de julho      | Kevin Bacon        | ator                                   | Estados Unidos |             |       |
| 11 de julho     | Lúcia Veríssimo    | atriz                                  | Brasil         |             |       |
| 18 de agosto    | Madeleine Stowe    | atriz                                  | Estados Unidos |             |       |
| 24 de agosto    | Steve Guttenberg   | ator                                   | Estados Unidos |             |       |
| 31 de agosto    | Eduardo Lago       | ator                                   | Brasil         |             |       |
| 2 de setembro   | Victor Fasano      | ator                                   | Brasil         |             |       |
| 4 de setembro   | Drew Pinsky        | animador e ator                        | Estados Unidos |             |       |
| 11 de outubro   | Totia Meireles     | atriz                                  | Brasil         |             |       |
| 13 de outubro   | Priscila Camargo   | atriz                                  | Brasil         |             |       |
| 15 de outubro   | Giuseppe Oristanio | ator                                   | Brasil         |             |       |
| 20 de outubro   | Viggo Mortensen    | ator                                   | Estados Unidos |             |       |
| 10 de novembro  | Myrian Rios        | atriz                                  | Brasil         |             |       |
| 15 de novembro  | Leilane Neubarth   | jornalista e escritora                 | Brasil         |             |       |
| 16 de novembro  | Marg Helgenberger  | atriz                                  | Estados Unidos |             |       |
| 18 de novembro  | Claudia Jimenez    | atriz                                  | Brasil         | m. 2022     | [ 5 ] |
| 19 de novembro  | Márcia Peltier     | jornalista e escritora                 | Brasil         |             |       |
| 3 de dezembro   | Gilberto Barros    | locutor e apresentador de televisão    | Brasil         |             |       |

## Mortes
| Data | Nome | Profissão | Nacionalidade | Observações | Ref |
| ---- | ---- | --------- | ------------- | ----------- | --- |